# Tabernaemontana remota
Tabernaemontana remota là một loài thực vật thuộc họ Apocynaceae. Loài này có ở Indonesia và Papua New Guinea.